# Bruchidius unicolor
Bruchidius unicolor là một loài bọ cánh cứng trong họ Bruchidae. Loài này được Olivier miêu tả khoa học năm 1795.